# Nord-Trøndelag
Nord-Trøndelag (deutsch Nord-Tröndelag) war eine norwegische Provinz (Fylke) im Landesteil Trøndelag. Am 30. Juni 2017 lebten hier 137.556 Menschen auf 22.415 km². Sitz der Verwaltung war Steinkjer. Weitere Städte waren Stjørdal, Levanger und Namsos.
Am 27. April 2016 sprachen sich die beiden Parlamente von Nord- und Sør-Trøndelag für den Zusammenschluss der beiden Provinzen aus. Die Vereinigung wurde am 1. Januar 2018 wirksam.

## Kommunen
Einwohner am 30. Juni 2017
- Flatanger (1.098)
- Fosnes (624)
- Frosta (2.618)
- Grong (2.407)
- Høylandet (1.268)
- Inderøy (6.779)
- Leka (586)
- Leksvik (3.475)
- Levanger (19.932)
- Lierne (1.367)
- Meråker (2.485)
- Namdalseid (1.596)
- Namsos (13.141)
- Namsskogan (897)
- Nærøy (5.105)
- Overhalla (3.866)
- Røyrvik (469)
- Snåsa (2.143)
- Steinkjer (22.018)
- Stjørdal (23.742)
- Verdal (14.942)
- Verran (2.507)
- Vikna (4.491)

## Fylke
Nord-Trøndelag grenzte im Westen an das Europäische Nordmeer, im Norden an Nordland, im Osten an Jämtland in Schweden und im Süden an Sør-Trøndelag.